# HMS Victoria (1887)

Animatie van het ongeval.
Rechter colonne
1: Victoria (rood)
2: Nile
3: Dreadnought
4: Inflexible
5: Collingwood
6: Phaeton
Linker colonne
7: Camperdown (blauw)
8: Edinburgh
9: Sans Pareil
10: Edgar
11: Amphion.

HMS Victoria is een Brits slagschip van de Victoriaklasse. De Victoria verging op 22 juni 1893 als gevolg van een aanvaring met de HMS Camperdown.

## Beschrijving
In 1890 was de HMS Victoria een van de best bewapende, snelste en een goed gepantserd marineschip. Op het voordek stond een geschuttoren met daarin twee kanonnen met een kaliber van 16,25-inch. Het grote gewicht van de toren noodzaakte een lage positionering op het schip om deze niet topzwaar te maken. Dit had als nadeel dat de HMS Victoria, zelfs in een kalme zee, al snel water schepte met de boeg. Het was het eerste slagschip dat werd uitgerust met een drievoudige expansie-stoommachine. De machine produceerde onder normale omstandigheden zo’n 8000 pk maar kon tijdelijk maximaal 12.000 pk aan vermogen leveren waarmee een maximale snelheid van 17 knopen werd bereikt.

## Ongeval met HMS Camperdown
De HMS Victoria werd het vlaggenschip van de Britse marine in de Middellandse Zee. In 1891 werd Sir George Tyron benoemd als bevelhebber in het gebied.
In juni 1893 werden oefeningen gehouden met een groot deel van de vloot voor de kust van Libanon. Een van de onderdelen was een exercitie waarbij twee colonnes een draai van 180 graden moesten maken. De twee voeren parallel en de schepen moesten naar binnen, naar elkaar toe, draaien. Tyron leidde een colonne van zes schepen en Rear Admiral Albert Hastings Markham de tweede colonne van vijf schepen. Tyron voer vooraan met de HMS Victoria en Markham op de HMS Camperdown. De afstand tussen de twee colonnes was niet voldoende voor deze koersverandering.
De HMS Camperdown, met ramsteven, raakte de HMS Victoria onder de waterlijn. Na de klap trok de HMS Camperdown zich terug en er bleef een groot gat achter waardoor het zeewater de HMS Victoria binnenstroomde. Het schip was uitgerust met waterdichte compartimenten, maar omdat het een oefening betrof stonden de verbindingsdeuren tussen de compartimenten open en drong het water verder het schip binnen. De HMS Victoria zonk binnen 15 minuten na de aanvaring. Van de bemanning kwamen er 358 om het leven, waaronder Tyron, en 357 werden er gered. De HMS Camperdown was zwaar beschadigd maar kon veilig de haven bereiken.